# Strawberry Jam
Strawberry Jam é o sétimo álbum de estúdio da banda Animal Collective, lançado em 11 de setembro de 2007, e é o primeiro lançamento da banda pela Domino Records.
A resposta de imprensa para Strawberry Jam foi essencialmente positiva, com alguns louvando o seu som único como um grande passo adiante na evolução da banda. Atingiu a posição 72 da parada Billboard Top 200 e a 5ª posição na lista de álbum independentes. 

## Faixas
Todas as faixas escritas e compostas por Animal Collective. 
| N.º | Título               | Duração |  |
| 1.  | "Peacebone"          | 5:13    |  |
| 2.  | "Unsolved Mysteries" | 4:25    |  |
| 3.  | "Chores"             | 4:30    |  |
| 4.  | "For Reverend Green" | 6:34    |  |
| 5.  | "Fireworks"          | 6:50    |  |
| 6.  | "1"                  | 4:32    |  |
| 7.  | "Winter Wonder Land" | 2:44    |  |
| 8.  | "Cuckoo Cuckoo"      | 5:42    |  |
| 9.  | "Derek"              | 3:01    |  |